# Gresse-en-Vercors
Pour les articles homonymes, voir Gresse (homonymie).
Gresse-en-Vercors est une commune française située dans le département de l'Isère en région Auvergne-Rhône-Alpes.
Autrefois simple paroisse de la province royale du Dauphiné, la commune est rattachée à la communauté de communes du Trièves. La commune héberge également une station de sports d'hiver.

## Géographie

### Situation et description
Situé à 1 200 mètres d’altitude et plus haut village du Vercors, Gresse-en-Vercors est dominé par le Grand Veymont, sommet culminant à 2 341 mètres. Dans le Vercors trièvois, parfois appelé Balcon Est du Vercors ou encore Dolomites françaises, le village, dont le territoire est intégré au parc naturel régional du Vercors, est une station jouissant d’une situation privilégiée, offrant du Balcon Est du Vercors, une vue de la montagne se présentant comme une barrière, ou une falaise. Non loin, la silhouette majestueuse du mont Aiguille, cette « montagne inaccessible », est l’une des sept merveilles du Dauphiné.
L'accès à la localité est principalement assuré, du côté nord, par une route qui emprunte une gorge assez étroite où coule la Gresse et dominée par un alignement de blocs rocheux, le Rocher du Château Vert et le Rocher du Palais.

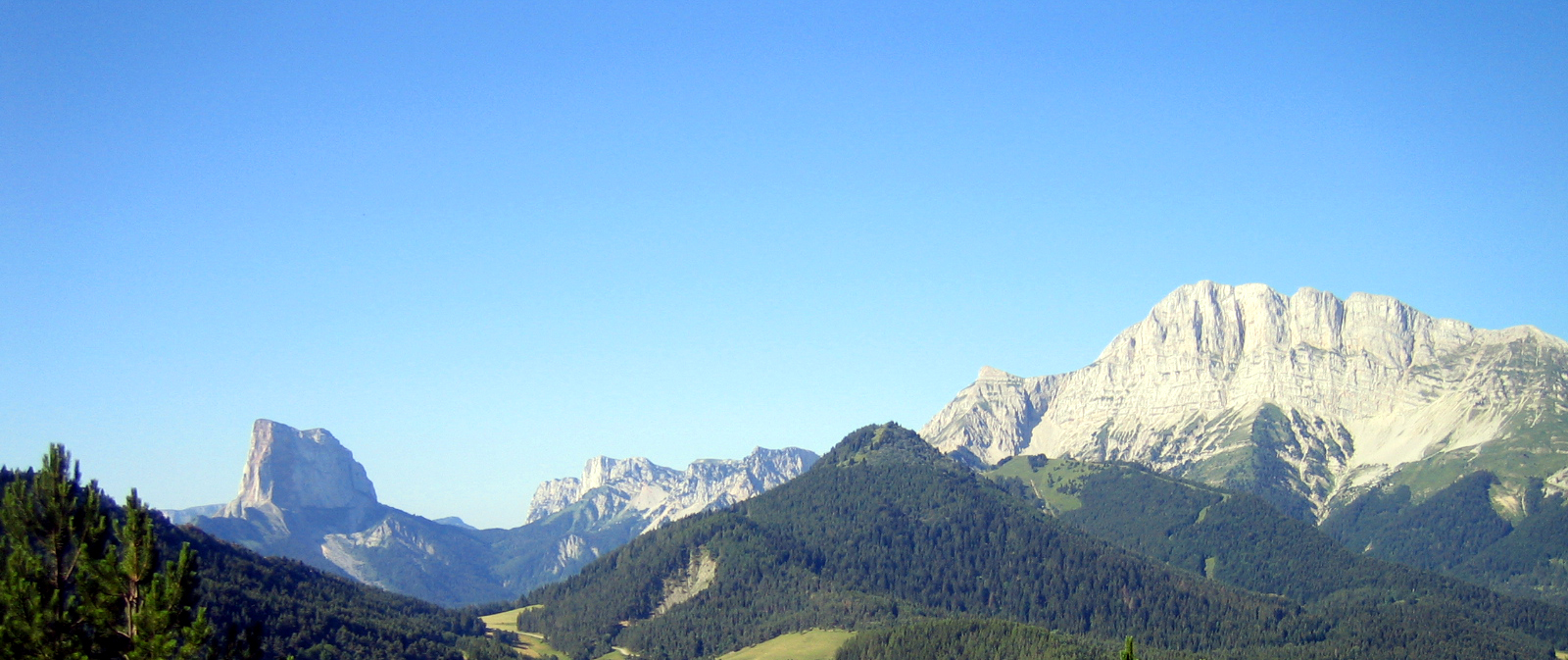
Le mont Aiguille et le Grand Veymont, vus depuis les environs du pas du Serpaton.
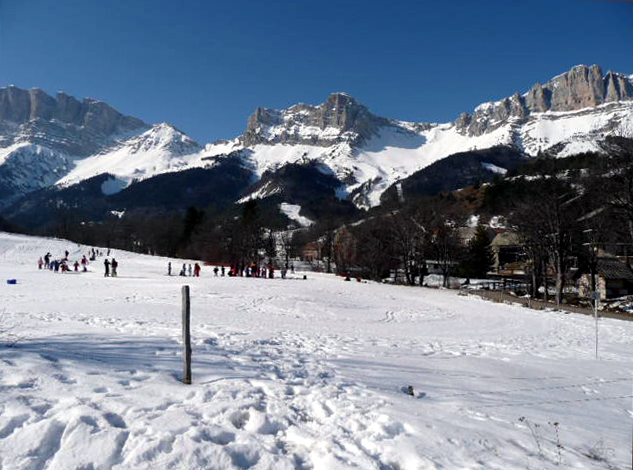
Une vue du départ des pistes de ski de fond en hiver.
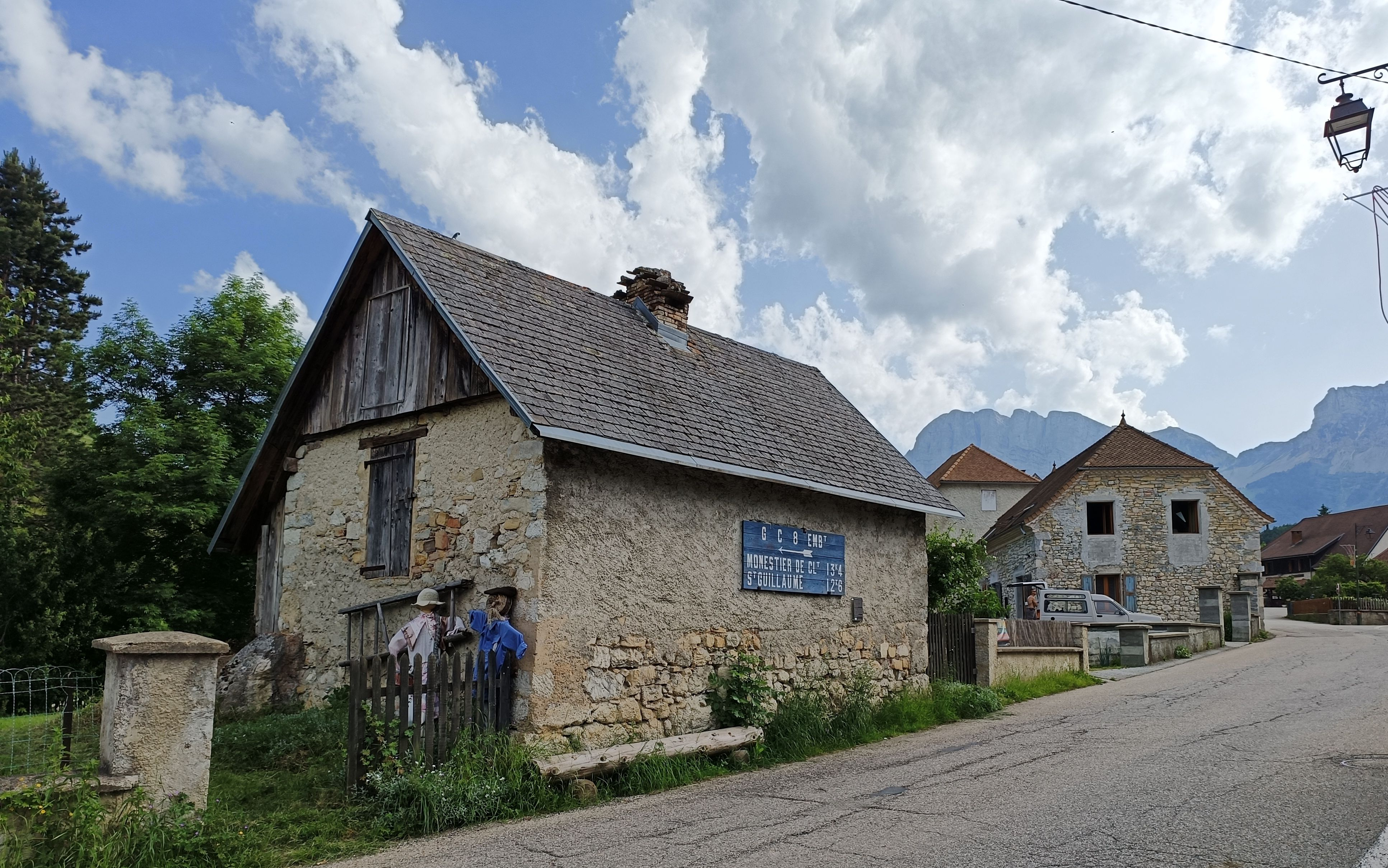
Maison à Gresse sur la route du col de l'Allimas.

### Communes limitrophes
|                                | Saint-Andéol      | Saint-Guillaume                   |
| Saint-Agnan-en-Vercors (Drôme) | Gresse-en-Vercors | Saint-Paul-lès-Monestier Roissard |
| Romeyer (Drôme)                | Chichilianne      | Saint-Michel-les-Portes           |

Voici ci-dessous une carte représentant le découpage territorial des communes limitrophes :

### Climat
Pour des articles plus généraux, voir Climat d'Auvergne-Rhône-Alpes et Climat de l'Isère.
En 2010, le climat de la commune est de type climat de montagne, selon une étude du Centre national de la recherche scientifique s'appuyant sur une série de données couvrant la période 1971-2000. En 2020, Météo-France publie une typologie des climats de la France métropolitaine dans laquelle la commune est exposée à un climat de montagne ou de marges de montagne et est dans la région climatique Alpes du sud, caractérisée par une pluviométrie annuelle de 850 à 1 000 mm, minimale en été.
Pour la période 1971-2000, la température annuelle moyenne est de 7,5 °C, avec une amplitude thermique annuelle de 15,5 °C. Le cumul annuel moyen de précipitations est de 1 222 mm, avec 10,3 jours de précipitations en janvier et 6,7 jours en juillet. Pour la période 1991-2020, la température moyenne annuelle observée sur la station météorologique de Météo-France la plus proche, « Monestier », sur la commune de Monestier-de-Clermont à 6 km à vol d'oiseau, est de 9,9 °C et le cumul annuel moyen de précipitations est de 1 062,6 mm,. Pour l'avenir, les paramètres climatiques de la commune estimés pour 2050 selon différents scénarios d'émission de gaz à effet de serre sont consultables sur un site dédié publié par Météo-France en novembre 2022.

## Urbanisme

### Typologie
Au 1er janvier 2024, Gresse-en-Vercors est catégorisée commune rurale à habitat dispersé, selon la nouvelle grille communale de densité à sept niveaux définie par l'Insee en 2022.
Elle est située hors unité urbaine. Par ailleurs la commune fait partie de l'aire d'attraction de Grenoble, dont elle est une commune de la couronne,. Cette aire, qui regroupe 204 communes, est catégorisée dans les aires de 700 000 habitants ou plus (hors Paris),.

### Occupation des sols
L'occupation des sols de la commune, telle qu'elle ressort de la base de données européenne d’occupation biophysique des sols Corine Land Cover (CLC), est marquée par l'importance des forêts et milieux semi-naturels (89,3 % en 2018), une proportion sensiblement équivalente à celle de 1990 (89,2 %). La répartition détaillée en 2018 est la suivante : 
forêts (50,8 %), milieux à végétation arbustive et/ou herbacée (25,7 %), espaces ouverts, sans ou avec peu de végétation (12,7 %), prairies (7 %), zones agricoles hétérogènes (3,1 %), zones urbanisées (0,7 %). L'évolution de l’occupation des sols de la commune et de ses infrastructures peut être observée sur les différentes représentations cartographiques du territoire : la carte de Cassini (XVIIIe siècle), la carte d'état-major (1820-1866) et les cartes ou photos aériennes de l'IGN pour la période actuelle (1950 à aujourd'hui).

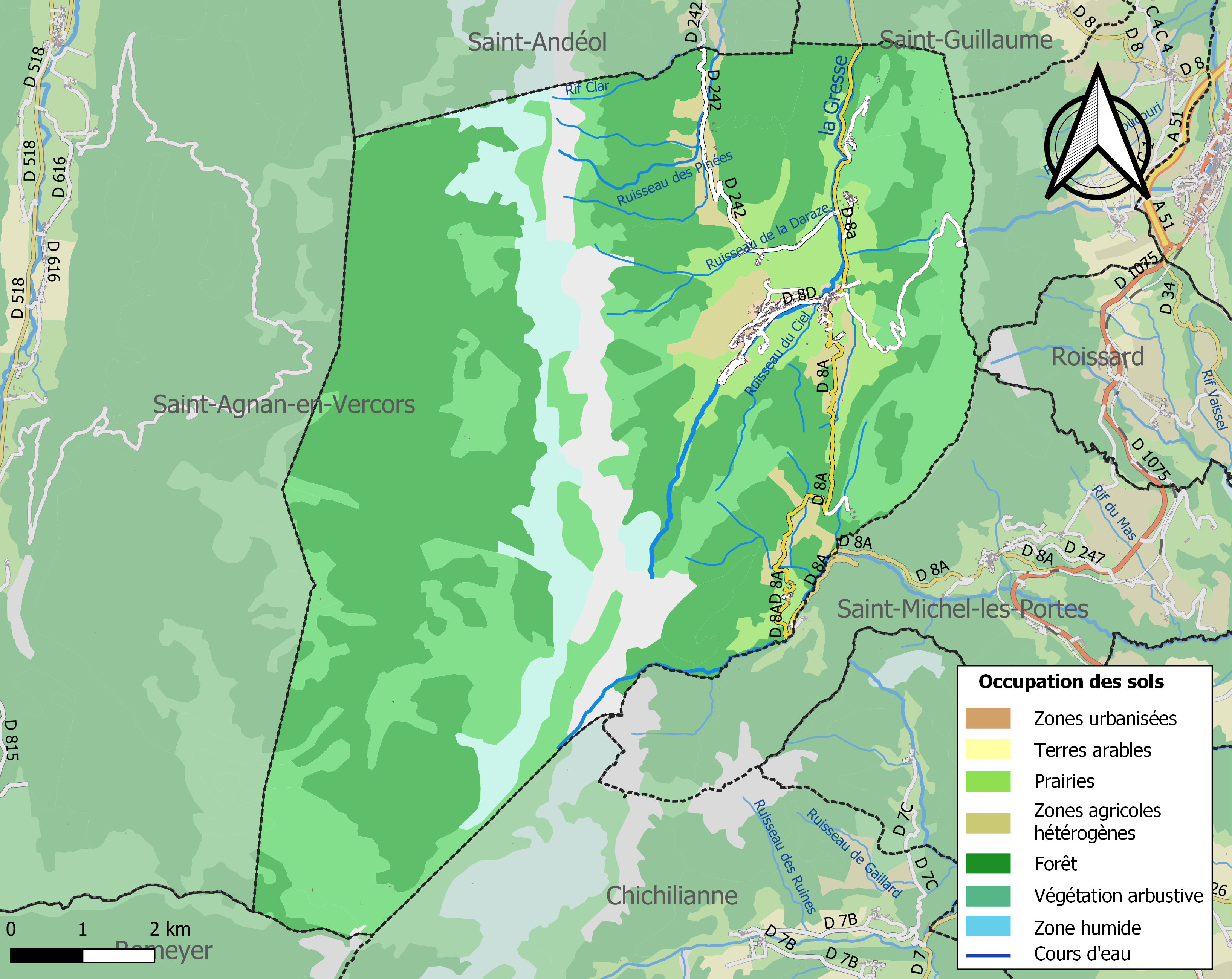
Carte des infrastructures et de l'occupation des sols de la commune en 2018 (CLC).

### Hameaux, lieux-dits et écarts
La Ville, Côte Belette, le Village, les Fraisses, le Chomeil, le Bouchet, Montrond, les Petits Deux, Les Grands Deux, la Station, Uclaire, le Puits, La Bâtie de Gresse, le Faubourg, les Dolomites (d'après le cadastre, le quartier dit des Dolomites s'appelle « Garde Rolland », « Les Dolomites » étant en fait le nom de la résidence ayant été implantée à cet endroit).

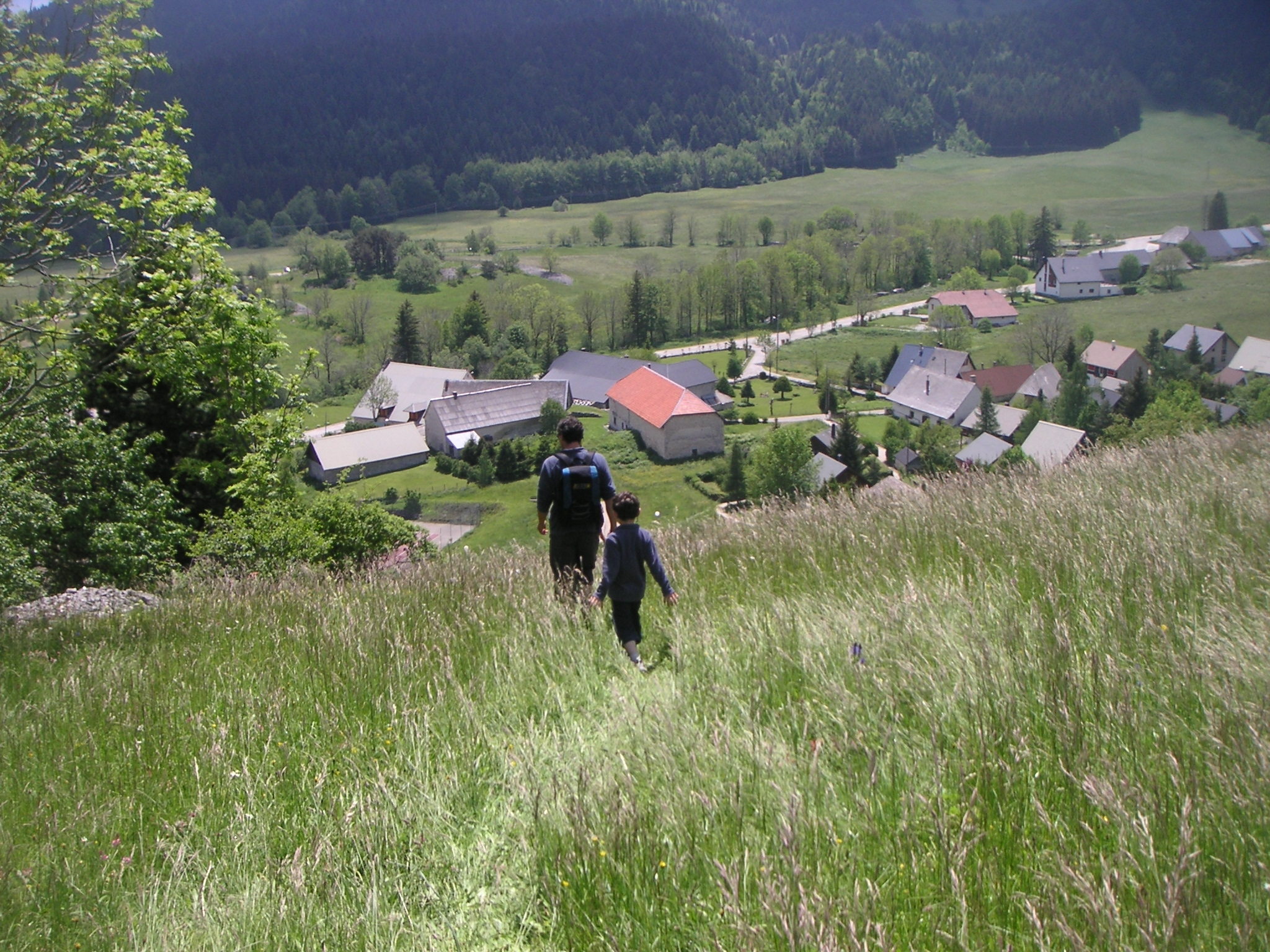
Quartier de La Ville (ancien hameau de Gresse-en-Vercors).
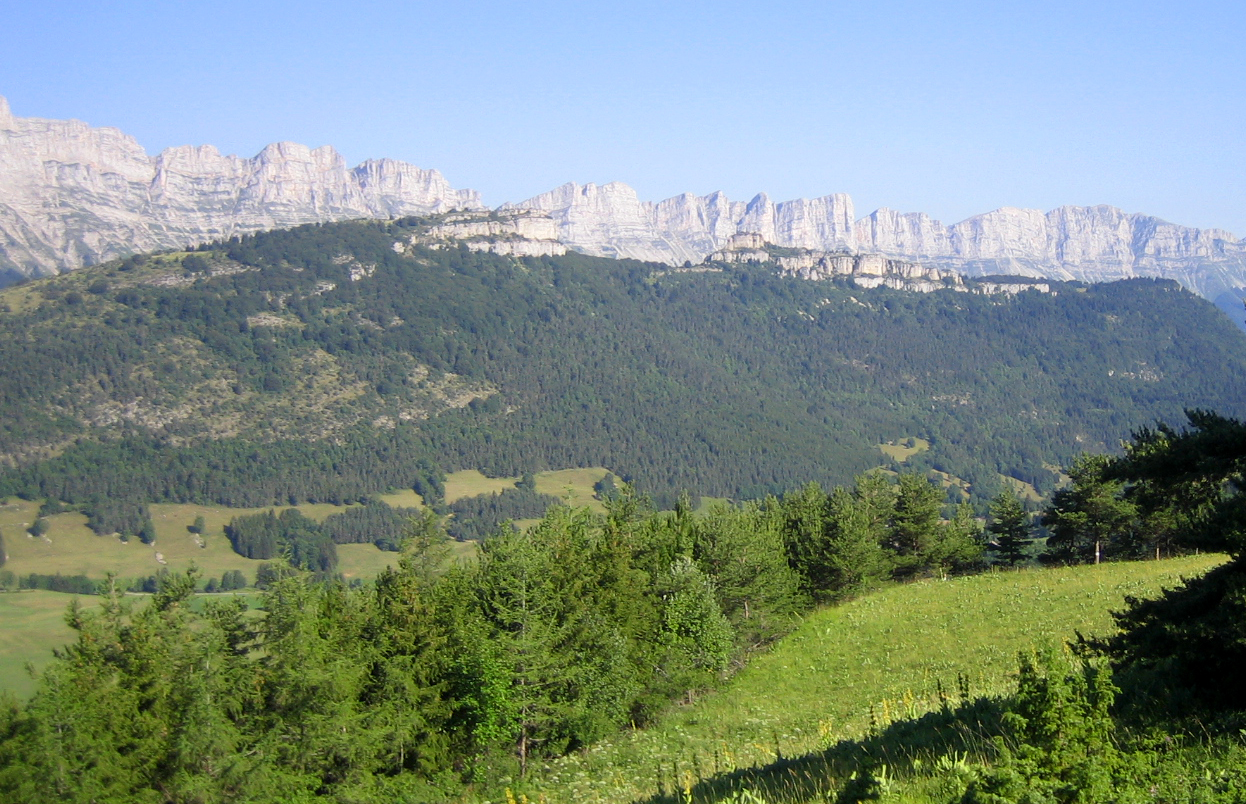
Le rocher du Palais et celui du Château Vert, au nord-ouest de la localité.

### Risques naturels et technologiques

#### Risques sismiques
L'ensemble du territoire de la commune de Gresse-en-Vercors est situé en zone de sismicité n°3, comme la plupart des communes de son secteur géographique. Elle se situe cependant au sud de la limite d'une zone sismique classifiée de « moyenne ».
| Type de zone | Niveau            | Définitions (bâtiment à risque normal) |
| ------------ | ----------------- | -------------------------------------- |
| Zone 3       | Sismicité modérée | accélération = 1,1 m/s2                |

## Toponymie
Il n'a pas été retrouvé de formes anciennes pour Gresse-en-Vercors qui, sur les cartes des Cassini, apparaît sous un simple Greße, le double S noté avec un ß. Par contre, un toponyme a été retrouvé à Mévouillon en 1273 dans la Drôme, avec un Gressia en 1270.
Gresse signifie « le pays des pierres », altération du celte gravo ou grava qui désignait « un endroit où la pierre ou le rocher est abondant », les carrières romaines de la Cleyrie pourraient corroborer cette explication. On a longtemps appelé les habitants de Gresse-en-Vercors les « cailloux ».
« Au sortir de l'hiver et à l'automne chacun ramassait les cailloux que les labours avaient extraits du sol. Ces cailloux étaient rassemblés en mitoyenneté de parcelle. De génération en génération les tas de cailloux ont formé des monticules énormes que l'on voit encore aujourd'hui sur le flanc des montagnes de Gresse-en-Vercors. »
Vercors est ajouté au nom de Gresse en 1954.

## Histoire

### Moyen-Âge
Au Moyen Âge, Gresse est le siège d'une seigneurie. L'enquête de 1339 signale l'existence d'une maison forte, la « Bâtie de Gresse » au lieu-dit la Bâtie : « Bastida vocata bastida de Gressa » décrite comme : « in quadam magno alte et forte montem rupes » (ADI B 3120, f° 128) et « Bastide vero gresse et castrum dicte bastide » décrit comme : « in quodam alto molare ruppeo » (ADI B 4443, f° 79 v°).

### Époque contemporaine
L'enquête criminelle ouverte en 1913, à la suite de la disparition de Jean-Henri Mouttet, a connu un rebondissement en 2005. Des spéléologues ont découvert, au fond d'une faille d'une trentaine de mètres, à proximité du « Rocher du Château Vert », des restes humains qui se sont révélés être ceux de cet employé d'une fromagerie locale.

## Politique et administration

### Liste des maires
| Période                                  | Période    | Identité         | Étiquette | Qualité                      |
| ---------------------------------------- | ---------- | ---------------- | --------- | ---------------------------- |
| Les données manquantes sont à compléter. |            |                  |           |                              |
| mars 2001                                | mars 2008  | Guy Freydier     | SE        | ancien instituteur           |
| mars 2008                                | avril 2014 | Henri Benoist    | SE        | ancien directeur financier   |
| avril 2014                               | juin 2020  | Alain Rougale    | SE        | retraité                     |
| juillet 2020                             | mars 2025  | Jean-Marc Bellot | SE        | retraité                     |
| mars 2025                                | En cours   | Rémi Goube       | SE        | retraité, ancien instituteur |

### Jumelages
- Calvanico (Italie) depuis 2003[17]

## Population et société

### Démographie
L'évolution du nombre d'habitants est connue à travers les recensements de la population effectués dans la commune depuis 1793. Pour les communes de moins de 10 000 habitants, une enquête de recensement portant sur toute la population est réalisée tous les cinq ans, les populations de référence des années intermédiaires étant quant à elles estimées par interpolation ou extrapolation. Pour la commune, le premier recensement exhaustif entrant dans le cadre du nouveau dispositif a été réalisé en 2005.

En 2022, la commune comptait 356 habitants, en évolution de −10,1 % par rapport à 2016 (Isère : +3,07 %, France hors Mayotte : +2,11 %).
| 1793 | 1800 | 1806 | 1821 | 1831 | 1836 | 1841 | 1846 | 1851 |
| ---- | ---- | ---- | ---- | ---- | ---- | ---- | ---- | ---- |
| 721  | 780  | 722  | 804  | 818  | 808  | 815  | 850  | 860  |

| 1856 | 1861 | 1866 | 1872 | 1876 | 1881 | 1886 | 1891 | 1896 |
| ---- | ---- | ---- | ---- | ---- | ---- | ---- | ---- | ---- |
| 805  | 733  | 666  | 695  | 650  | 613  | 641  | 599  | 592  |

| 1901 | 1906 | 1911 | 1921 | 1926 | 1931 | 1936 | 1946 | 1954 |
| ---- | ---- | ---- | ---- | ---- | ---- | ---- | ---- | ---- |
| 559  | 542  | 467  | 411  | 378  | 354  | 330  | 293  | 272  |

| 1962 | 1968 | 1975 | 1982 | 1990 | 1999 | 2005 | 2006 | 2010 |
| ---- | ---- | ---- | ---- | ---- | ---- | ---- | ---- | ---- |
| 186  | 175  | 165  | 203  | 265  | 299  | 360  | 365  | 406  |

| 2015 | 2020 | 2022 | - | - | - | - | - | - |
| ---- | ---- | ---- | - | - | - | - | - | - |
| 395  | 368  | 356  | - | - | - | - | - | - |

En 2008, il y a eu 365 inscrits sur les listes électorales.
En 2005, la population compte 49,7 % d'hommes pour 50,3 % de femmes.
On recense 185 actifs en 2005 contre 138 en 1999. Le taux de chômage est de 3,1 % en 2005.

### Enseignement
La commune est rattachée à l'académie de Grenoble.

### Équipements et activités sportives
Le « Domaine alpin » de Gresse-en-Vercors et le parcours en forêt « Odyssée Verte » sont situés sur le territoire de la commune.

### Médias
Le quotidien régional historique des Alpes tirant à grand tirage est Le Dauphiné libéré. Celui-ci consacre, chaque jour, y compris le dimanche, dans son édition locale Grenoble-Vercors, un ou plusieurs articles à l'actualité de la commune, de la communauté de communes, du canton, ainsi que des informations sur les éventuelles manifestations locales, les travaux routiers, et autres événements divers à caractère local au niveau de la commune.
La commune est située sur l'aire de diffusion de radio Ici Isère, une radio publique qui émet sur tout le territoire du département de l'Isère.

### Cultes
L'église de Gresse-en-Vercors est rattachée à la paroisse « Notre Dame d'Esparron » qui couvre 28 autres églises du secteur et dont elle abrite la maison paroissiale. Cette paroisse dépend de la Doyenné « Montagnes Sud » et du diocèse de Grenoble-Vienne.

## Économie

### Agriculture
Autrefois incontournable, l'agriculture a par le passé été excessive tant la nécessité d'exploiter chaque bout de terrain était vitale. En ce temps-là, l'élevage de moutons était dominant, associé aux cultures vivrières, seigle, pommes de terre pour l'essentiel.
L'excès de pâturage et la quasi-absence de bois, de haies alors surexploitées pour les besoins domestiques ont eu pour conséquence de fortes érosions de certaines parties de la commune. En conséquence, dans le cadre de la restauration des terrains en montagne, les services de l'État ont exproprié certains propriétaires de parcelles du Serpaton pour faire des plantations et limiter les risques graves d'éboulement.
À la fin du XIXe siècle, l'élevage bovin laitier s'est développé. Une fruitière a été créée en 1880 pour transformer le lait en fromage ; le petit-lait servait à engraisser une centaine de cochons. Les vaches étaient traites à l'alpage du Serpaton, le lait descendu par un câble dont on peut voir le support encore existant au parking de l'alpage.
Après la guerre 1939-1945, une crise grave touche l'activité agricole de Gresse : les petites exploitations s'arrêtent une à une, les jeunes préférant aller travailler à Grenoble alors en plein développement industriel plutôt que de moderniser et développer l'exploitation familiale. D'autres familles font quant à elles le choix d'aller exploiter des fermes « en bas », à Sinard et Monestier, certains allant même jusqu'à planter leur terrain de douglas. À ce moment-là, il devenait difficile de « trouver les bêtes » pour simplement pâturer les prairies durement conquises sur la nature par les générations passées. La fruitière a arrêté son activité en 1971.
Pour exploiter l'alpage du Serpaton, les Gressots firent appel à des éleveurs « de la vallée », qui depuis amènent leurs bêtes en alpage chaque été.
Aujourd'hui, l'exploitation des prairies mécanisables se fait correctement. Les alpages se développent avec la création d'un alpage ovin en 2000 sur les pistes de ski et sous les falaises de Pierre Blanche et Pierre Rousse. Beaucoup de prés de fauche sont exploités par « ceux du bas », qui réalisent une seule coupe de foin en juillet.
Même s'il continue à évoluer, le paysage a trouvé aujourd'hui un équilibre grâce à ces activités agricoles.
Aujourd'hui[Quand ?], quatre agriculteurs sont présents à Gresse, dont deux pluriactifs :
- un groupement agricole d'exploitation en commun (GAEC) qui produit du lait livré à une coopérative ;
- un agriculteur en bovins allaitants ;
- un agriculteur en ovins et bovins viande et ferme auberge ;
- un agriculteur en ovins viande, charcuterie, apiculture en pluriactivité.

### Forêt
La forêt représente une richesse économique importante à Gresse-en-Vercors avec plus de 850 hectares en surfaces boisées.
Sa composition est très variée avec un mélange équilibré entre le sapin et le hêtre à l'Ubac et différentes sortes de pins, de hêtres, d'érables de préférence à l'Adret. Plus haut, c'est le domaine du pin à crochet, autre emblème du PNRV. Seules quelques plantations de douglas, réalisées dans les années 1950 au plus fort de la déprise agricole, troublent quelque peu cet équilibre naturel qui est bien géré et exploité par les particuliers, l'ONF et le Centre régional de la propriété forestière (CRPF).
Deux scieries sont en activité sur la commune et se chauffent avec leur sciure de bois. La plupart des maisons sont chauffées au bois produit sur la commue. La mairie pratique encore l'affouage pour entretenir ces forêts dont la gestion est confiée à l'ONF.
L’affouage consiste à distribuer gratuitement des lots de bois aux habitants du village n'ayant pas de bois en propriété. Ils doivent couper les arbres marqués par l’ONF, assurer leur débardage en autant de lots qu’il y a de demandeurs. Chaque lot est ensuite tiré au sort pour être affecté à chaque demandeur.
Le tirage au sort est effectué par un ancien du village qui se charge aussi d’équilibrer les lots et de se moquer des jeunes qui savent pas y faire, ne font pas tomber les arbres dans le bon sens et coincent leurs tronçonneuses.
L’affouage permet à la commune de gérer ses forêts en réalisant des coupes sélectives d’éclaircie. Il permet surtout de se retrouver entre plusieurs générations dans un moment de travail intense mais très convivial où le moment du casse-croûte est le plus attendu. Les femmes rejoignent alors les hommes pour limiter la consommation d’alcool et les grivoiseries.
- Une source d'énergie renouvelable

Un fort potentiel d'autonomie énergétique existe en valorisant cette ressource, c'est une voie possible de développement à laquelle la commune commence à s'intéresser. Des projets de chaufferie au bois déchiqueté sont à l’étude. Les communes voisines de Château Bernard et de Miribel Lanchâtre ont déjà réalisé ce type d’installation.
Plusieurs sorties accompagnées en forêt sont organisées ; très intéressantes, elles sont accessibles à tous. On peut découvrir la forêt de façon ludique grâce à un itinéraire acrobatique en forêt de Saint Michel les portes au pied du Mont Aiguille. Différents parcours sont proposés à partir de 5 ans. De même au col de l'Arzelier où le jeu du bois Moret permet de jouer en famille au cœur d'une splendide hêtraie.

### Tourisme

#### Station de ski
Existant depuis le 25 décembre 1965, la station de ski de moyenne altitude dispose actuellement de 26 pistes. Elle n'a jamais fermé et demeure la troisième la plus proche de Grenoble. Elle est adaptée à tous les niveaux de ski.
Elle a été, en 2005, la station la plus enneigée des Alpes pendant 15 jours consécutifs.
Avec 50 km de pistes, c'est aussi une station de ski de fond. 
Depuis quelques années, l'équipement s'adapte peu à peu aux demandes actuelles de la clientèle toujours plus nombreuse : terrassement des pistes, création de la navette gratuite Transtation, installation d'un système d'enneigement automatisé, ou bien encore organisation de descentes aux flambeaux, ski en soirées, nocturnes de ski de fond.

##### Compétitions sportives d'hiver
Gresse-en-Vercors a également accueilli une manche de la Coupe de France Masters de géant et slalom le 28 janvier 2008.
Le village accueille depuis 6 ans le Tour du Grand Veymont (TGV) dans le cadre du challenge G3M, regroupant 3 compétitions de ski-alpinisme sur les massifs environnant l'agglomération grenobloise.

##### Pistes de ski alpin
La station comprend :
- 9 pistes vertes
- 6 pistes bleues
- 9 pistes rouges (hiver 2015-2016 une nouvelle piste créée pour les 50 ans de la station : "la 50e")
- 2 pistes noires (non damées)
- 1 snowpark
- 2 "boarders cross family" avec bosses et virages relevés pour prendre du plaisir en famille
- 1 "boarders cross family" niveau rouge
- 1 piste de Snow Tubing
- 1 "cascade de oups" ! (enchaînement de petites bosses)
- 3 aires de pique-nique panoramiques

Nom des pistes
- Piochanet
- La 50e
- Le Grand Brisou
- Les Myrtilles
- Le Mur
- Babar
- Les Coteilles
- Les Cotilles
- Les Faisans
- Les Noisettes
- L'écureuil
- le Clos du Roux
- La Bruyère
- L'Olagnière
- La Gélinotte
- Les Marmottes
- Les Chamois
- Les Tétras
- Cerf
- Les Bouquetins
- La Campagnole
- Le Loup Blanc

##### Pistes de ski de fond
- La Gressette
- Le Barrage
- Les Fayolles
- La Combe Maunette
- Le col de l'Allimas

##### Pistes de luge
- Piste du Brisou (piste damée en priorité)
- Piste des Dolomites (piste de substitution)

##### Piste dechiens de traîneau

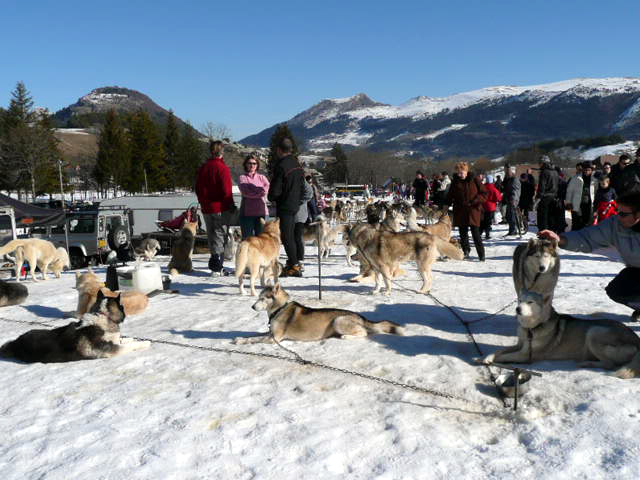
Chiens d'attelage au repos, à la Station.

- Piste non nommée, à proximité de la piste de ski de fond du Barrage.

#### Animations et fêtes, en été
- Fête de l'Alpage de Gresse-en-Vercors : Ayant lieu chaque année le week-end suivant le 15 août, elle rassemble des milliers de visiteurs.
- "Flore au Balcon" en juin : week-end de découverte et de sensibilisation à la flore. Rythmé par des conférences, randos thématiques, menus floraux, dégustations...
- Cérémonie du 4 juillet, en mémoire des résistants de la commune

##### Compétitions sportives d'été
- La première édition de la X-Fly Mont Blanc a eu lieu a Gresse-en-Vercors en juillet 2008
- Depuis 1997, le pas du Serpaton est devenu un lieu mythique d'envol de parapente[23]. Il permet, essentiellement au printemps, aux pilotes de réaliser des vols de distance de plus de 100 km[24]

## Culture locale et patrimoine

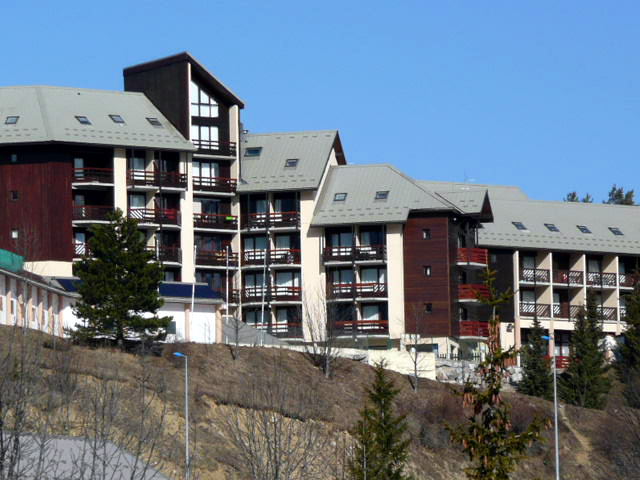
Vue partielle des Dolomites.

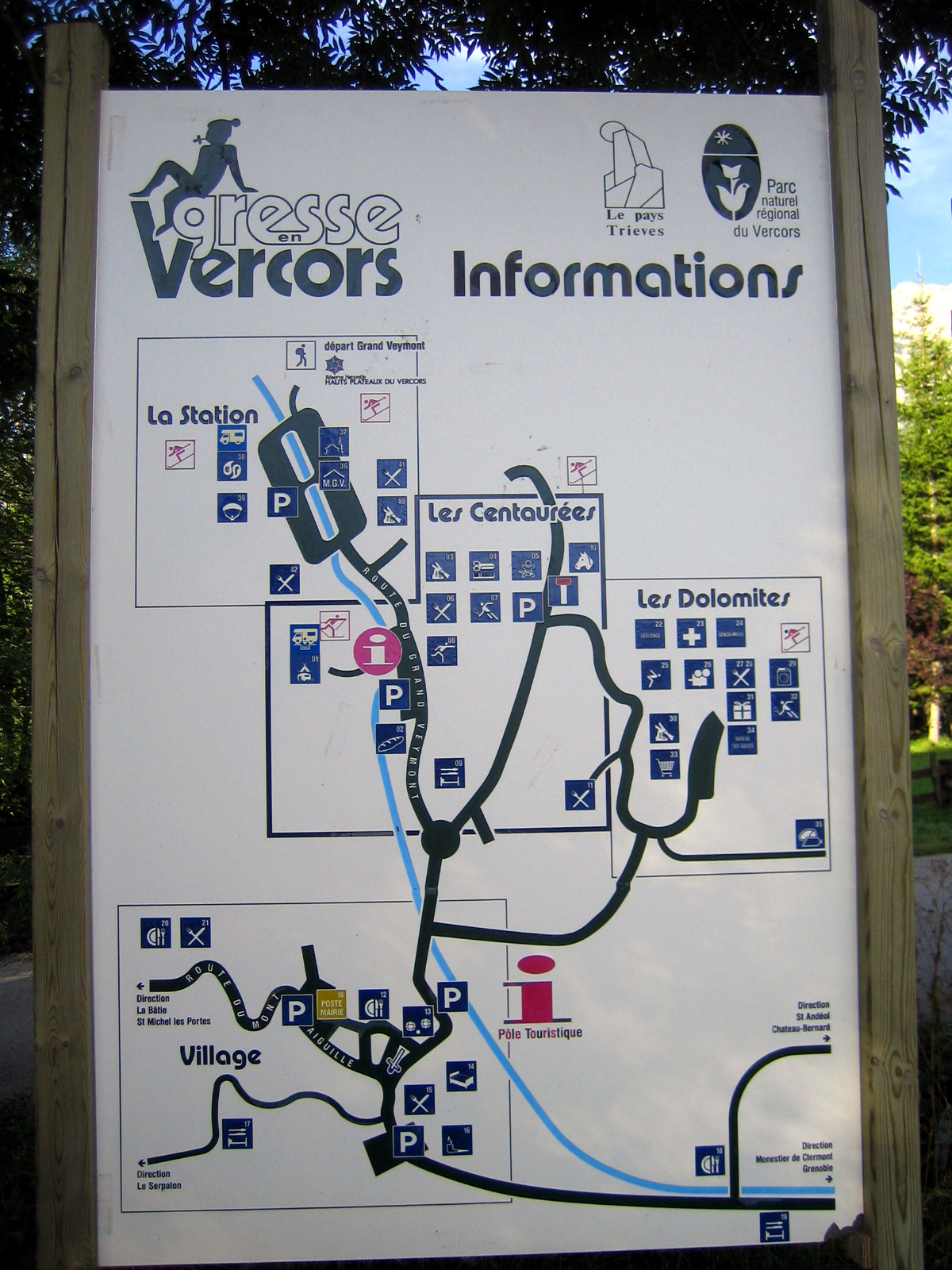
Sur ce plan, le Nord n'est pas en haut !

### Lieux et monuments

#### Patrimoine religieux

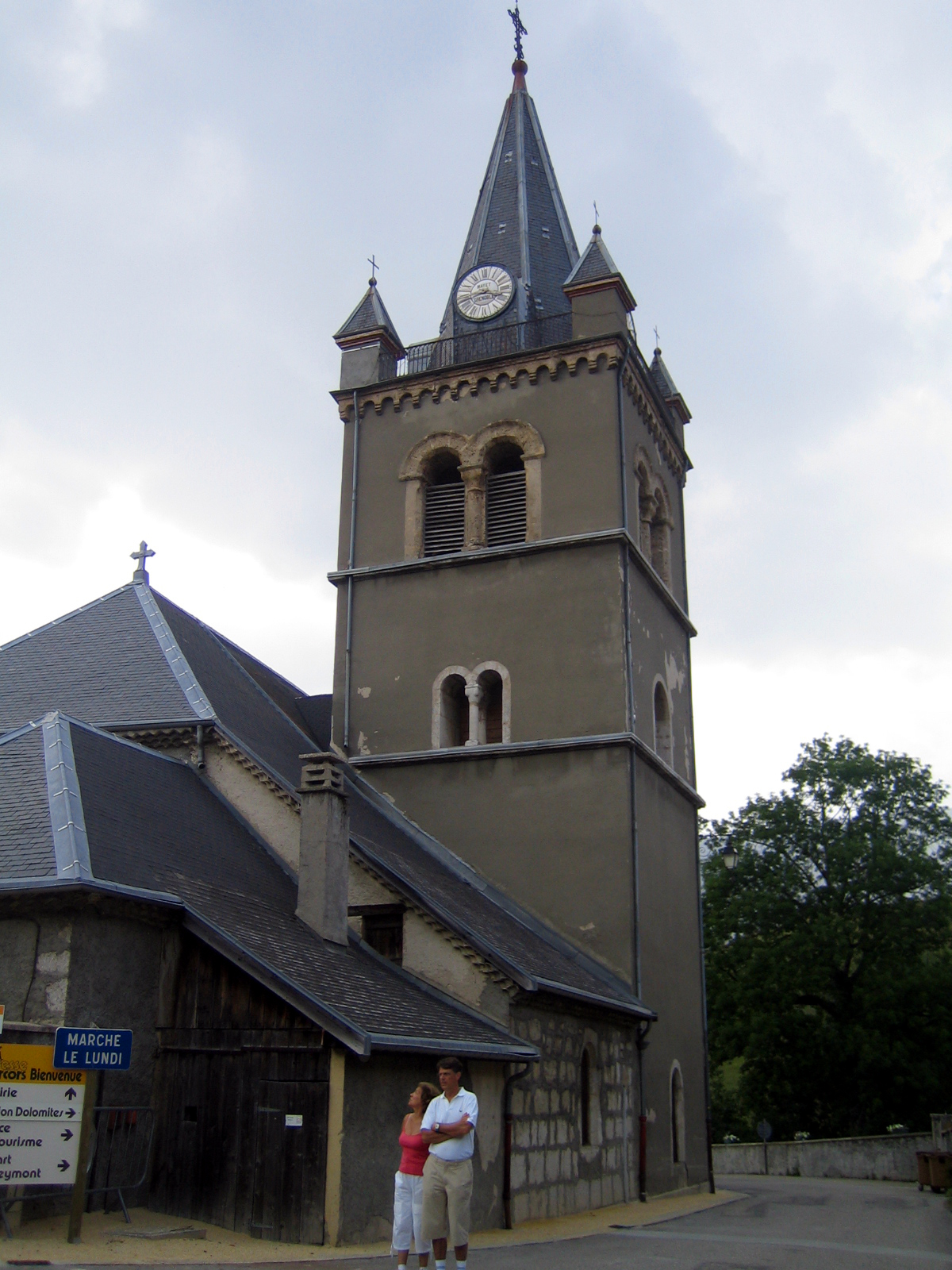
La route contourne l'église par le nord pour mener à la "station", après avoir franchi la Gresse.

- Église : dédiée à saint Barthélémy, elle date du XIIIe siècle et se dresse au milieu du village. Depuis l'intensification de la circulation automobile, elle fait indirectement office de rond-point. On accède à l'intérieur en descendant quelques marches. Immédiatement à leur gauche, contre le mur ouest, sont fixées deux plaques à la mémoire des tués lors des deux Guerres Mondiales. L'autel dans le transept Sud (à droite de l'autel principal installé dans le chœur) est surmonté d'une Vierge à l'enfant, toute dorée. La base de cet autel comporte des niches avec des statues, dont, sur la partie frontale, celles de saint Louis de Gonzague, sainte Thérèse, sainte Rose de Lima, sainte Catherine de Sienne et saint Martin.

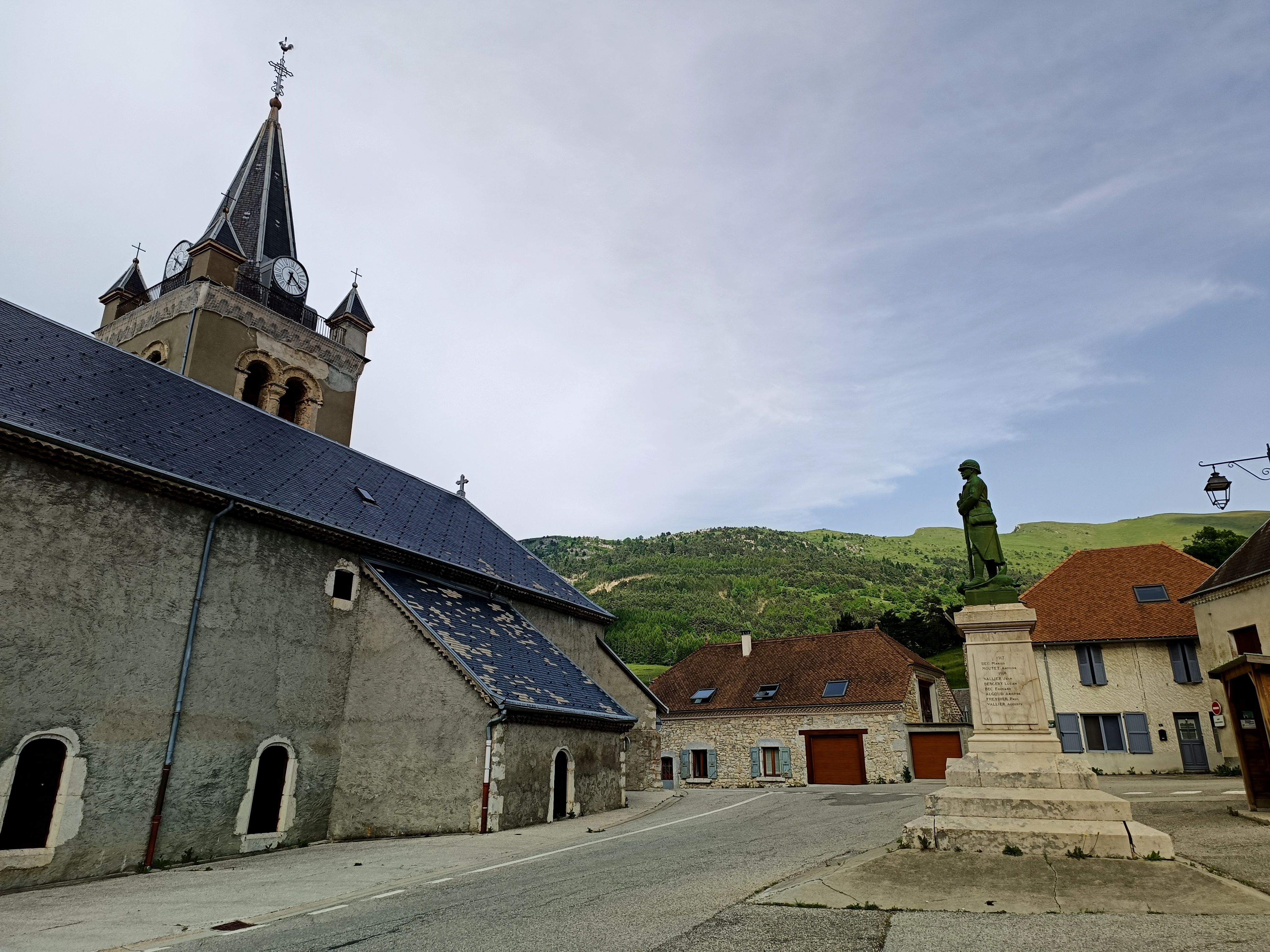
L'église et le monument aux morts
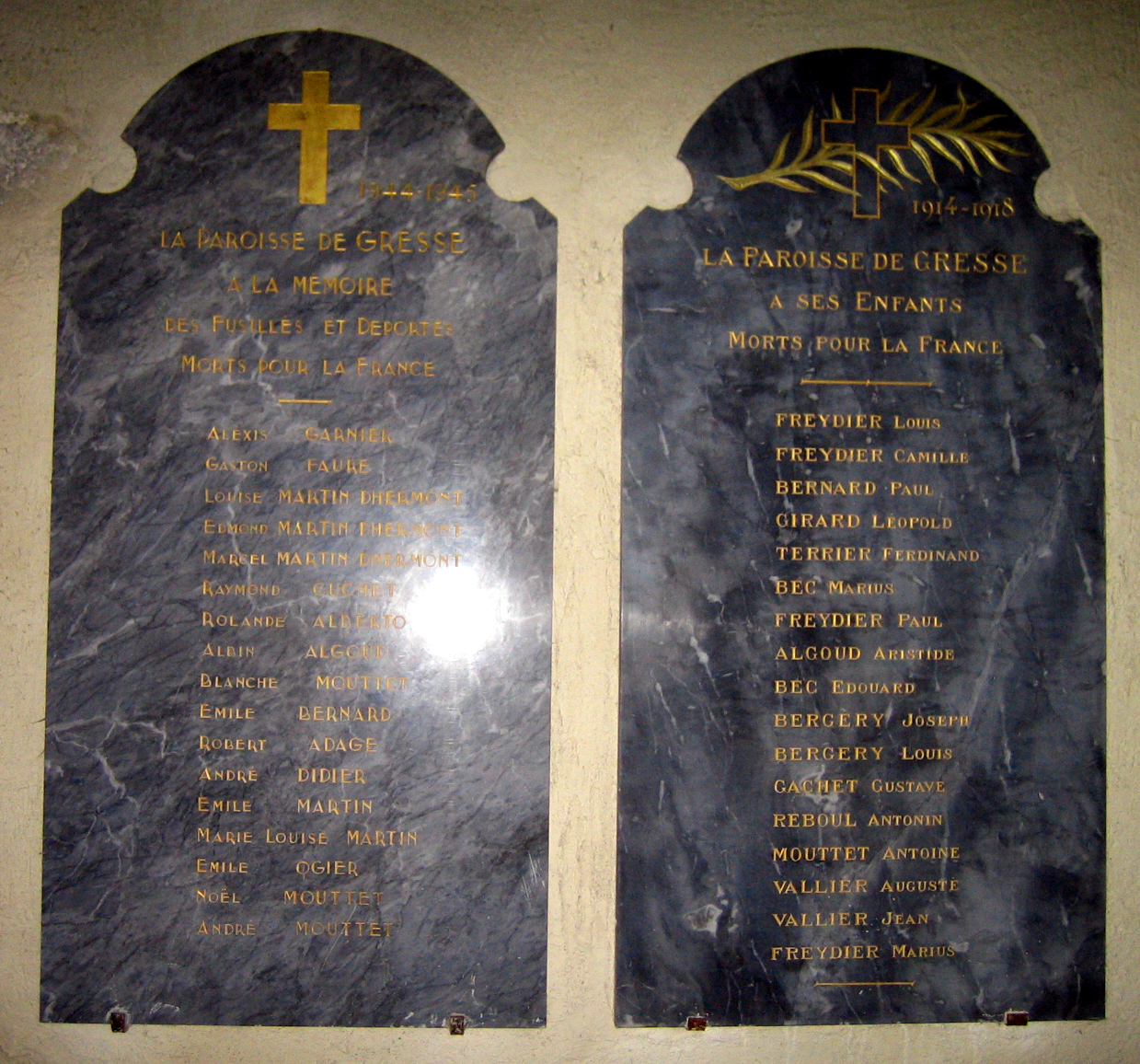
Victimes des deux Guerres Mondiales
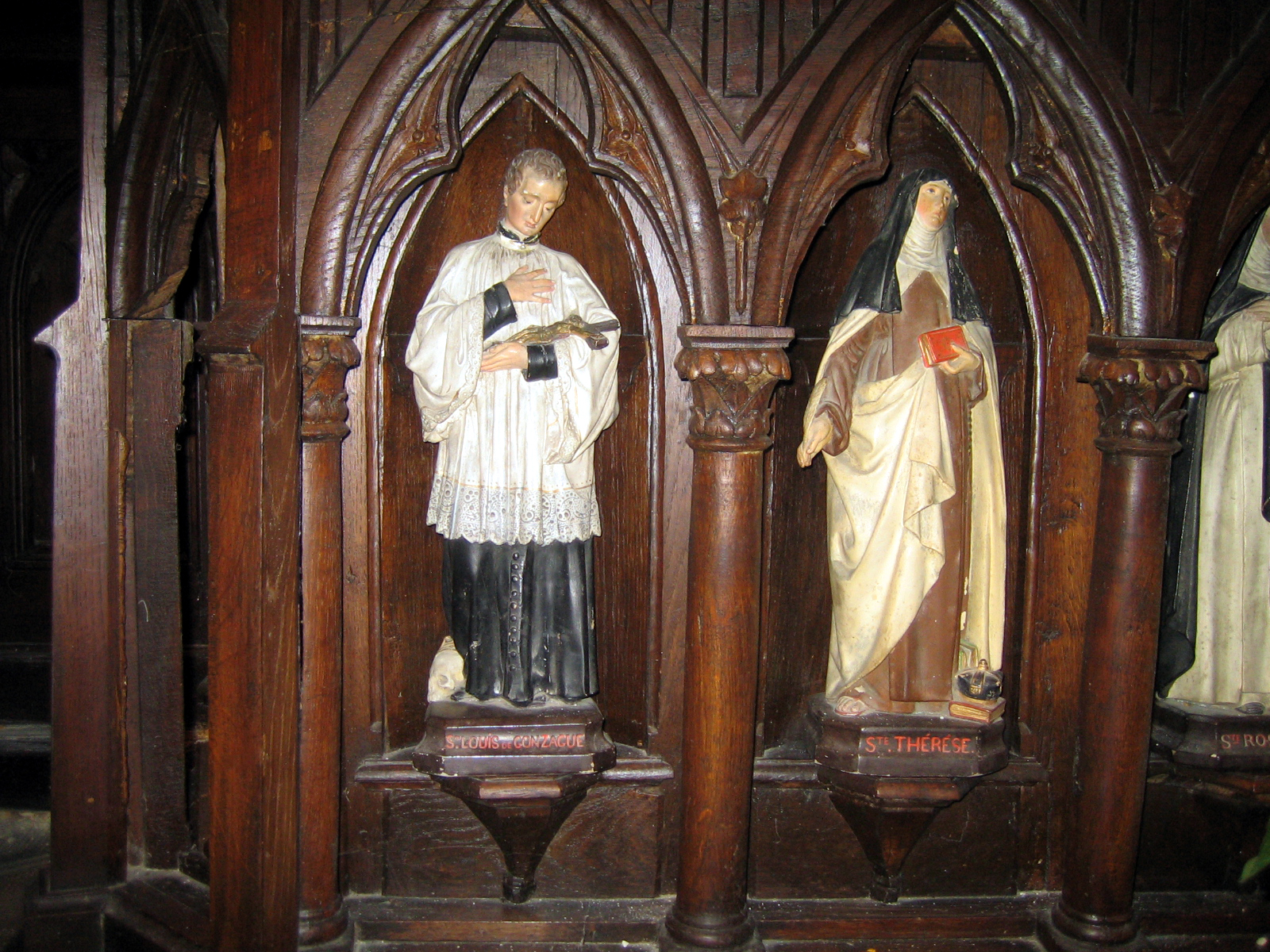
Niches de l'autel de la Vierge (statues de saint Louis de Gonzague et de sainte Thérèse)
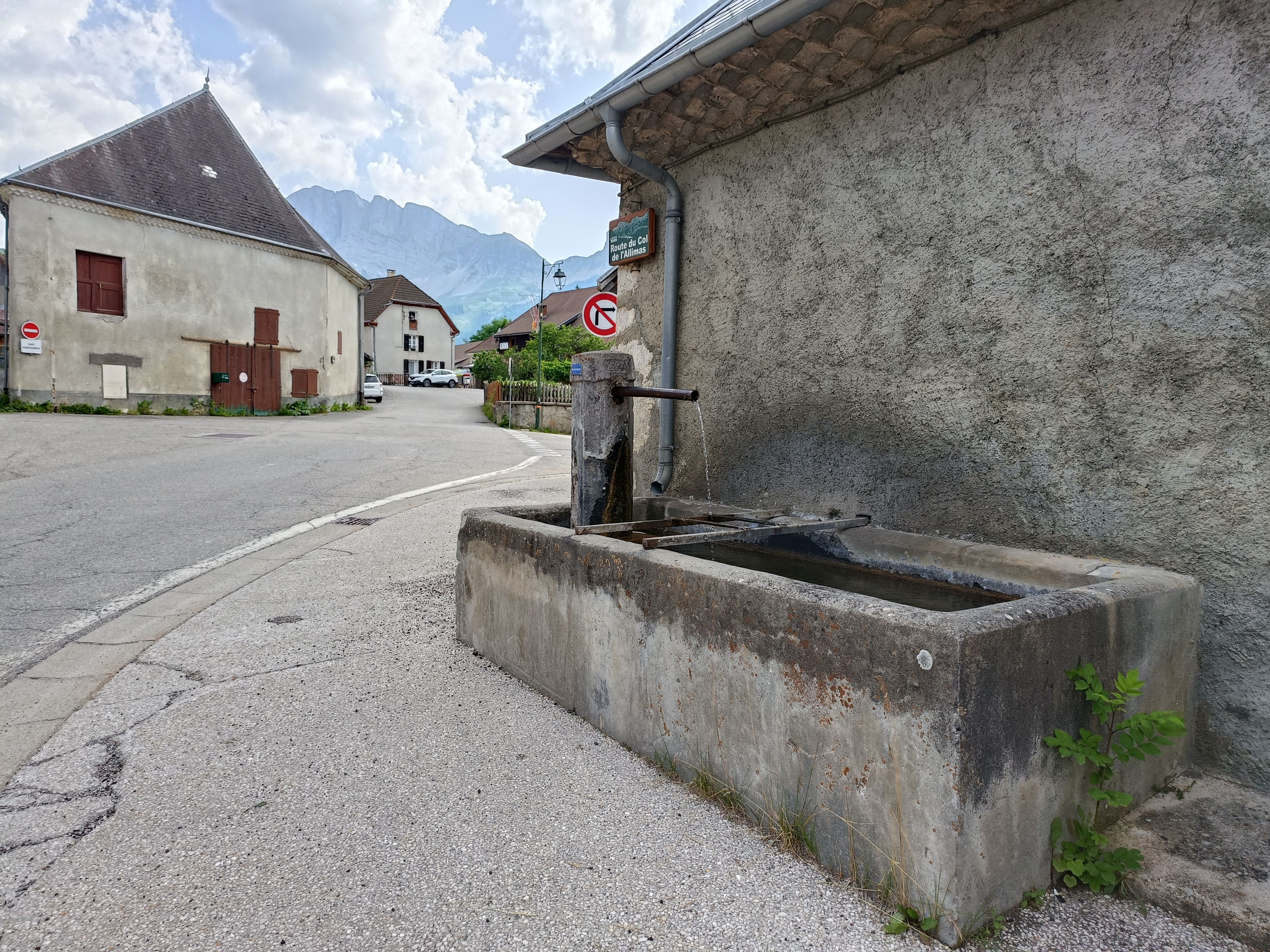
Le lavoir près de l'église et une partie du village

Son clocher abrite une espèce de chauve-souris, l'oreillard septentrional, où elle se reproduit, après avoir passé l'été, non loin de là au nord-est mais plus en hauteur, autour du Rocher du Château Vert.
- Nombreux calvaires et croix.

Certaines croix sont modestes et portent des inscriptions permettant de dater leur origine au XIXe siècle. La localité a deux croix plus remarquables, toutes deux aux environs immédiats de l'église.

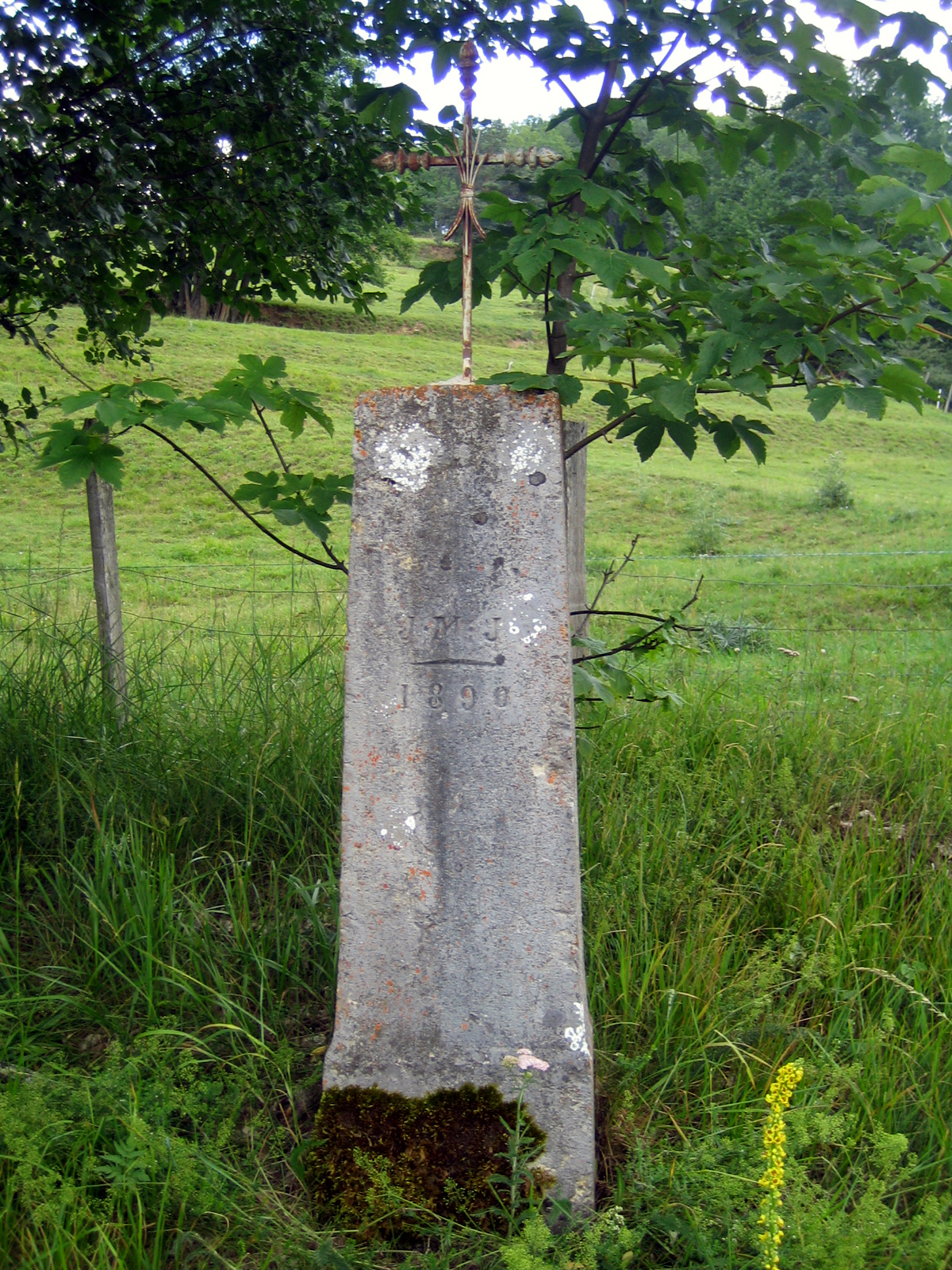
Croix érigée en 1890, sur le bord du chemin menant au Pas du Serpaton.
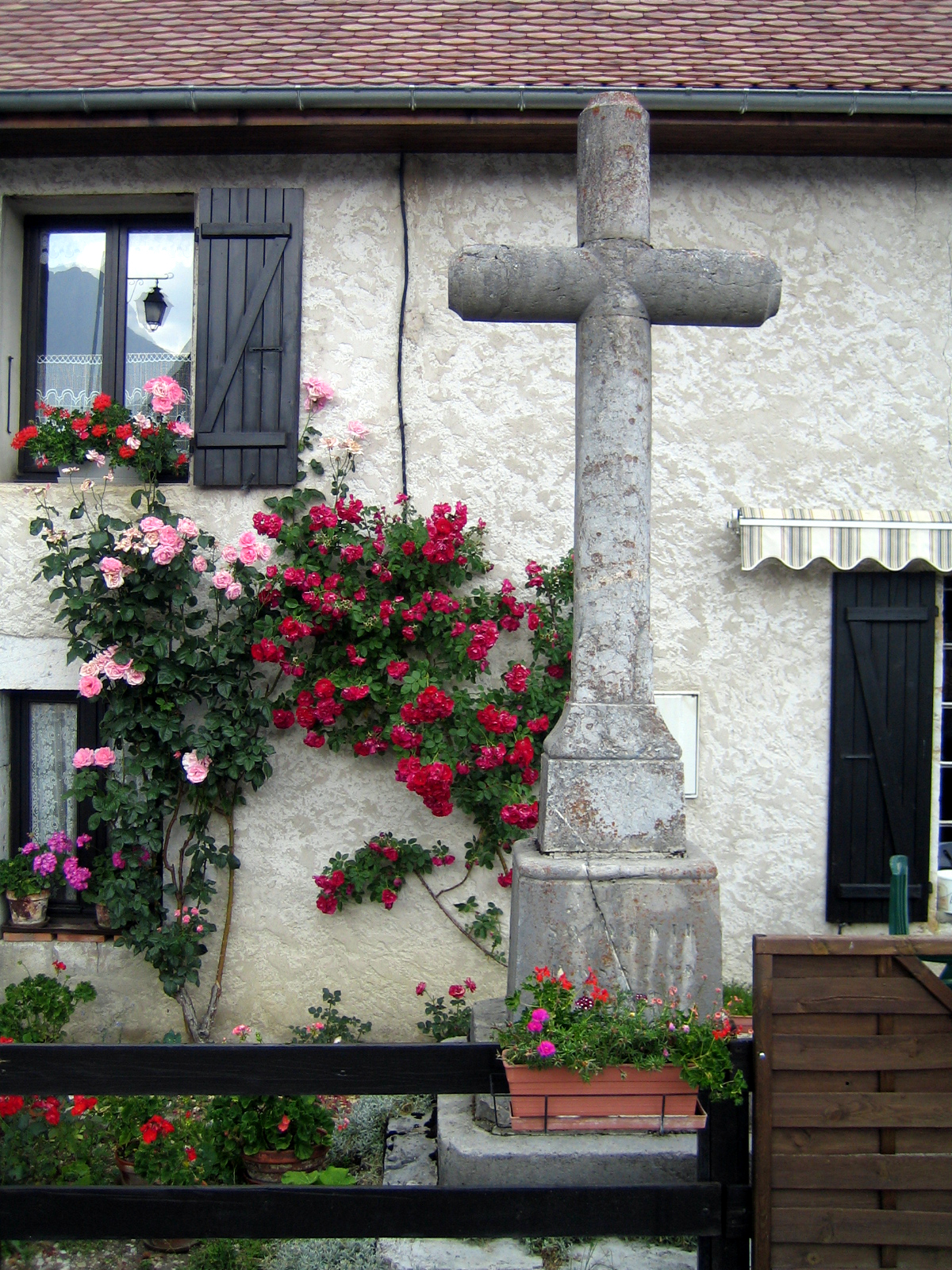
Croix de mission, au nord-est de l'église.
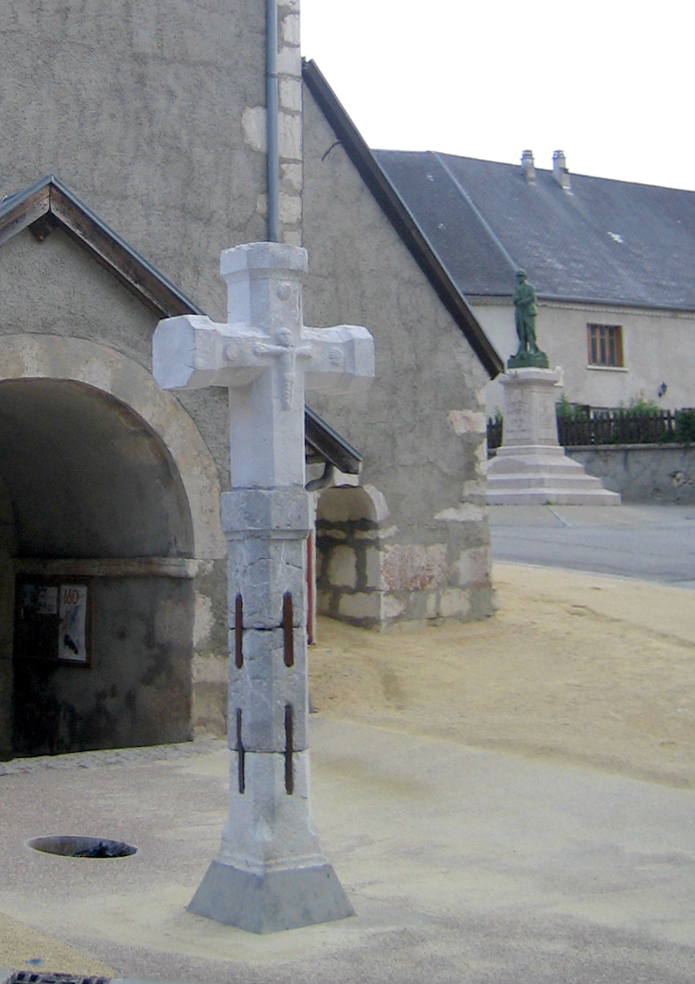
Croix devant le portail de l'église.
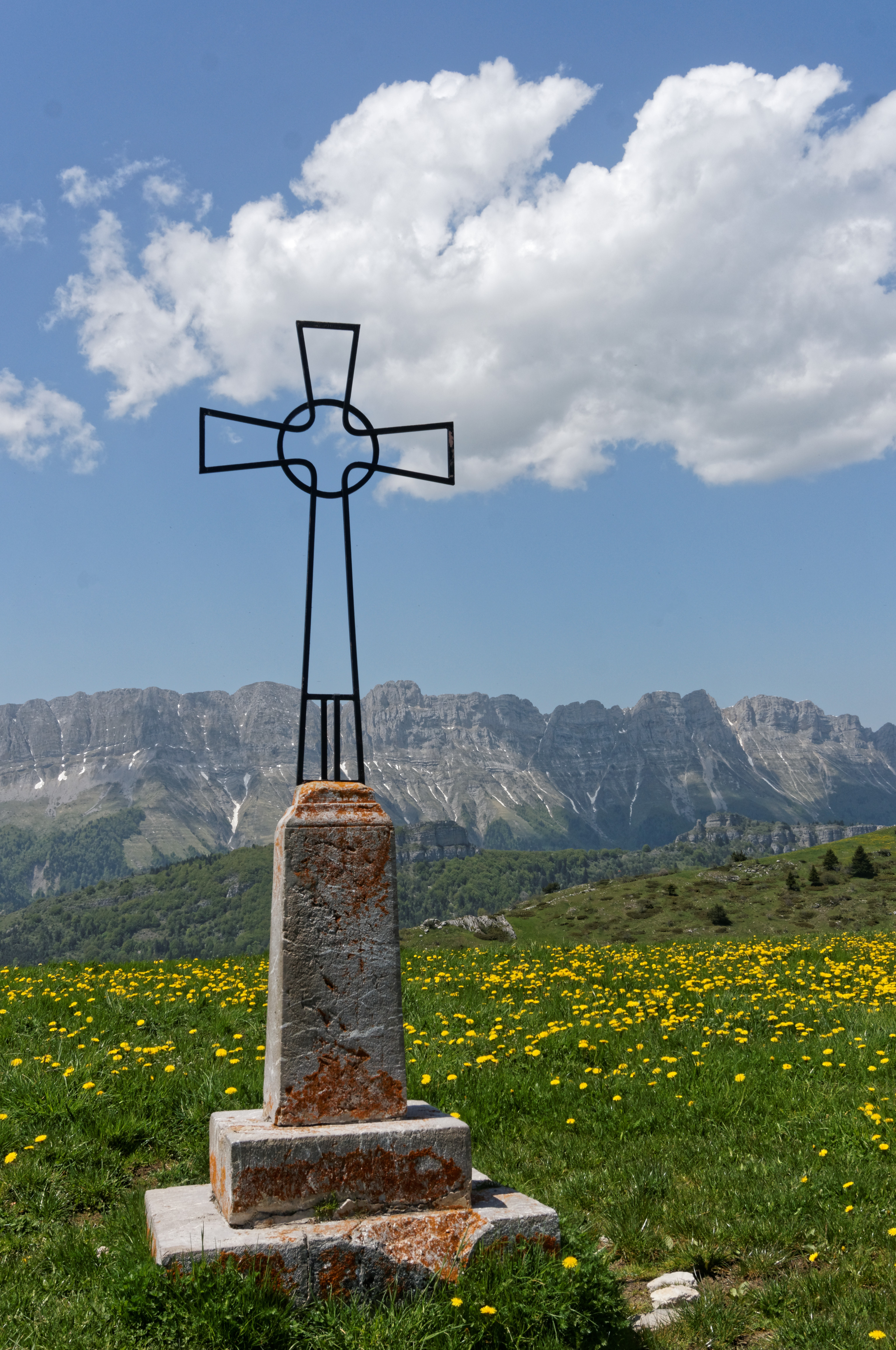
Croix au Pas du Serpaton

#### Patrimoine civil
- Monument aux morts : dressé à côté de l'église (façade sud), il montre un poilu représenté de manière classique (casqué, habillé de sa capote aux pans relevés, portant sa musette sur la hanche gauche et sa gourde sur la hanche droite) debout sur un socle. Le soldat tient son fusil par le canon, crosse posée sur le sol, entre ses jambes couvertes de bandes molletières. Son arme est équipée d'une baïonnette qui arrive juste à hauteur de son visage. Son casque est orné d'une ceinture ou couronne de feuillage. 17 noms sont gravés sur les faces est et ouest du monument.
- La commune possède deux monuments en l'honneur des maquisards tués en juillet 1944. L'un est non loin de la mairie et de l'église, dans le village, surplombant la rivière et l'office de tourisme auxquels on accède en descendant un escalier taillé dans le talus. Il est installé sur un socle et sa forme évoque manifestement la silhouette du Mont Aiguille. L'autre, un peu plus près du Pas de la Ville où s'illustrèrent cinq jeunes hommes de 17  à   23 ans, est constitué d'un bloc de roche, brut, d'un mètre cube environ, sur les parois duquel sont fixées deux plaques. Il est visible plus en amont de la Gresse, entre une ligne d'arbres longeant celle-ci, et la route bordée de remonte-pentes.

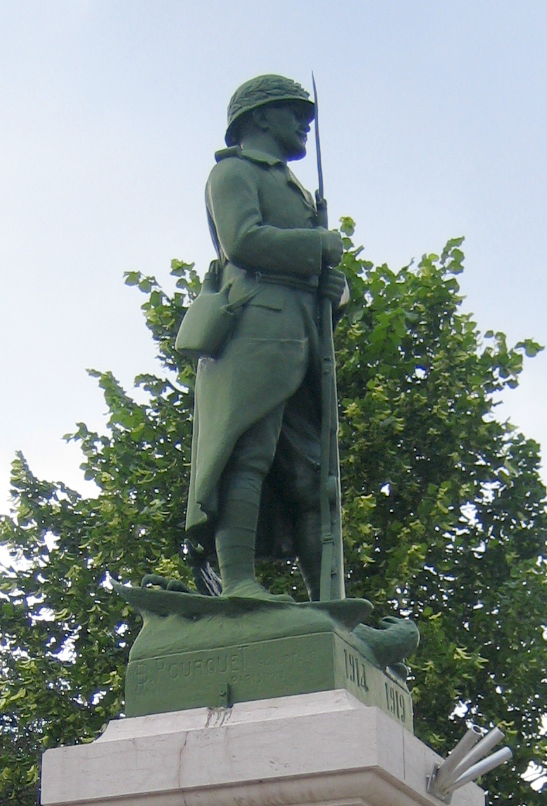
Poilu surmontant le monument aux morts.
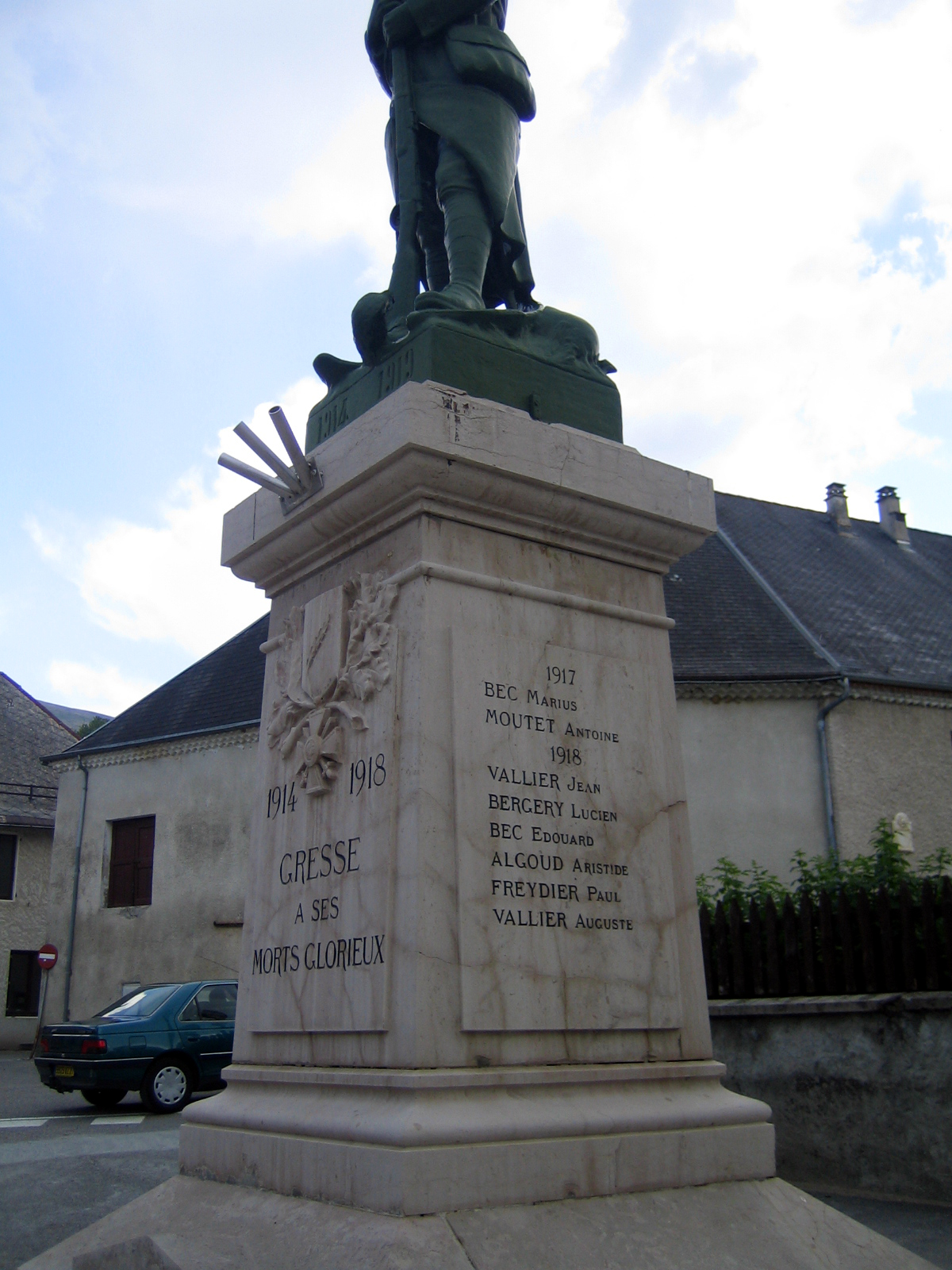
Vue partielle du monument aux morts (face mentionnant les 8 tués de 1917 et 1918).
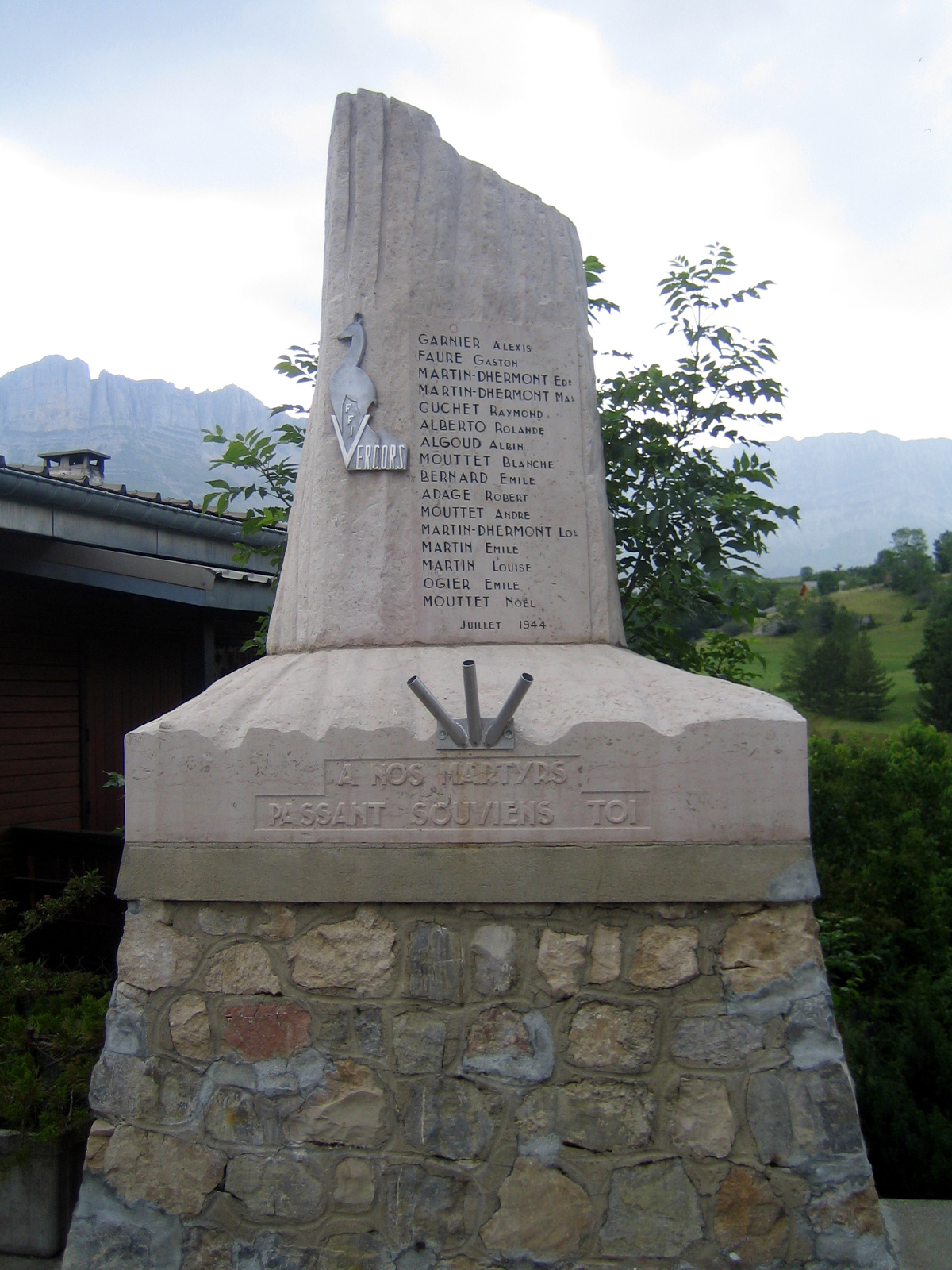
Le monument dressé dans le village rappelle le nom de 16 maquisards tués.
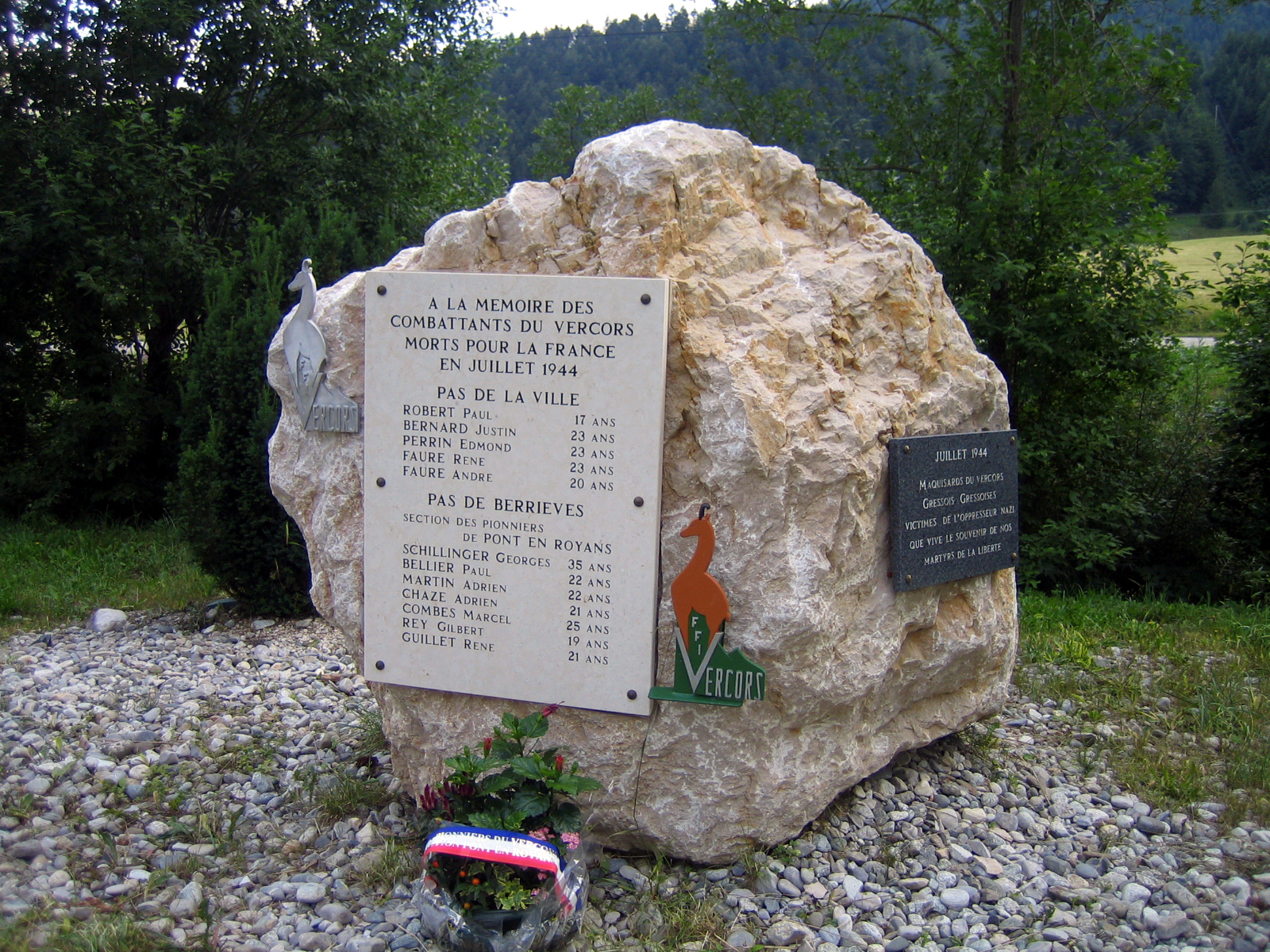
Celui érigé face aux pistes mentionne 12 combattants tués au Pas de la Ville et au Pas de Berrièves.

- Scierie hydroélectrique.
- Four à pain.
- Chalets en bois.
- Le château fort de Gresse, du XIIe siècle, disparu[26].
- Vestiges de la maison forte sur motte de la Bâtie, du XIe au XVe siècle, au sud de Gresse, à protection du col de l'Allimas[26].
- Carrières d'époque romaine de la Cléry, du Ier au IIe siècle[26].

### Patrimoine naturel
Gresse-en-Vercors bénéficie d'une flore et d'une faune très variées. Sur la commune, on retrouve l'ensemble des figures emblématiques du parc du Vercors.
Les chamois affectionnent l'escarpement du Mont Aiguille, du Grand Veymont et se partagent le territoire avec les bouquetins. Plus bas, c'est le domaine des chevreuils et des biches que l'on observe le matin en lisière de forêt. De même, il n'est pas rare de croiser les sangliers qui œuvrent avec générosité au renouvellement et à la régénérescence de nos[Qui ?] belles prairies naturelles.
L'ensemble de la commune est classé en Zone d'Intérêt Communautaire pour les Oiseaux (ZICO) notamment du fait de la présence importante du petit coq de bruyère, du lagopède, de la gélinotte et de la bartavelle. C'est de plus un lieu de passage important des migrateurs qui convergent vers le col de la Croix Haute, site reconnu d'observation et de comptage des oiseaux migrateurs.
Une grande partie de la commune (3 810 ha) fait partie de la réserve naturelle des Hauts Plateaux du Vercors qui est la plus grande réserve naturelle de France classée intégralement en zone Natura 2000. La réserve possède la plus grande forêt de pins à crochet des Alpes calcaires et une flore riche de 593 espèces. La vie animale y est discrète mais foisonnante : marmotte, tétras lyre, aigle royal, vautour fauve, chamois, bouquetin ou encore lièvre variable, chouette chevêchette ou chouette de Tengmalm.
Ce site d'exception accueille depuis quelques années un hôte nouveau : le loup. Cela ne va pas sans poser des problèmes en lien avec le pastoralisme ovin. La présence du loup a justifié la mise en place d'un programme LIFE cofinancé par l'Union européenne et le Parc naturel régional du Vercors. Ce programme permet de mettre en place des équipements pour modifier les pratiques des transhumants (cabanes d'alpage, chiens de protections « patous », parcs de nuit). Quant aux renards, il suffit de se lever tôt pour les apercevoir aux alentours jouer leur rôle de régulateur avec toute l'intelligence dont ils disposent. Depuis quelques années, l'écureuil reprend sa place en forêt où il retrouve la martre, le blaireau et l'hermine sans oublier le lynx.

#### Une flore riche en rares orchidées
Gresse en Vercors comporte plusieurs Zones naturelles d'intérêt écologique, faunistique et floristique (ZNIEFF). L'ensemble de la commune dispose d'une flore très riche en particulier des orchidées. Sabot de Vénus, lys martagon, tulipe jaune sont très présents. La grande gentiane jaune accompagne la gentiane bleue dans les pâturages et les alpages.
La totalité des prairies exploitées sont naturelles ; l'alternance entre la fauche et la pâture préserve la diversité de la flore qui confère une qualité nutritive au foin de Gresse-en-Vercors qui est reconnue. De même la présence de nombreux ruchers très productifs témoignent de cette richesse florale.

#### Gresse-en-Vercors reconnuGrand paysage du Vercors
La géographie physique de la commune, située à cheval sur deux strates de falaises, compte deux symboles forts que sont le Grand Veymont et surtout le mont Aiguille dont l'image est largement utilisée par le Parc mais aussi le Trièves sans parler du Conseil Général de l'Isère.
L'équilibre entre les différents milieux symboliques de la montagne (prés de fauche, forêts, alpages, falaises, prairies d'altitude) rehaussé par la richesse du milieu naturel et la présence des activités humaines assez bien intégrées (station de ski, agriculture bien présente) ont permis au Parc Naturel Régional du Vercors (PNRV) de classer Gresse-en-Vercors parmi les grands paysages du Vercors.
Le village est implanté sur un site privilégié qui offre une vue saisissante sur le Grand Veymont et les falaises qui « courent » vers le Nord jusqu'à La Grande Moucherolle et les Deux Sœurs (col de l'Arzelier). À l'est, l'alpage du Serpaton est éclairé tard le soir par le soleil couchant.
Les falaises renvoient la lumière du soleil levant par qui elles sont illuminées.

#### La faune et l'homme à Gresse-en-Vercors

##### Le loup
Autrefois bien présents sur le territoire, les loups ont été pourchassés jusqu'au dernier qui fut abattu à Gresse-en-Vercors en 1860. Les loups ont fait leur réapparition sur le Vercors depuis bientôt dix ans[précision nécessaire]. Présents sur les Hauts Plateaux mais rarement observés directement, ils font l'objet d'un suivi régulier (suivi des traces, comptages aux hurlements) par les instances compétentes (Office national de la chasse et de la faune sauvage, réserve, Office national des forêts). Leur retour a nécessité la mise en place de mesures de protection (nationales et propres à la Réserve des Hauts-Plateaux et au Parc du Vercors) des troupeaux de brebis mis en alpage l'été sur les Hauts-Plateaux.
D’après une légende au début du XIXe siècle, alors que les loups étaient encore bien présents dans les montagnes de Gresse-en-Vercors, un violoneux de la Combe qui rentrait un dimanche soir dans son lointain hameau, par delà le col des Deux, fut accompagné par deux loups qui le suivaient à distance et se rapprochaient dangereusement ! Effrayé notre musicien laissa choir son instrument. Le son émis fit marquer un temps d'arrêt aux deux loups surpris par ce bruit inconnu. Voyant cela, le violoneux frissonnant saisit son archet et regagna sa chaumière... en jouant du violon.
Les loups s'étaient éclipsés ; lui l'avait échappé belle !
(mais les loups ont peur des humains et ne les mangent pas)

##### L'ours
C'est aussi près de la Grande Cabane sur les hauts plateaux qui font partie du territoire de Gresse-en-Vercors que fut abattu en 1898 un ours brun solitaire. Cet « exploit » est le fait du bayle (chef berger) Tolozan originaire d'Arles. Naturalisé, il est encore conservé au Muséum d'histoire naturelle de Grenoble.

##### Le lynx
Même si sa présence n'est pas encore scientifiquement prouvée, plusieurs témoignages de bergers et autres fins connaisseurs de la nature tendent à confirmer le retour du lynx à Gresse-en-Vercors. Si sa présence est confirmée cela traduit la richesse et la diversité de la faune et de l'élevage présents dans nos montagnes.

##### Le bouquetin
Appelé aussi le seigneur des montagnes, il a été réintroduit avec succès grâce à l'action du Parc Naturel Régional du Vercors.
Très bien implantés sur toute la partie haute de la commune, ils apprécient les falaises (Pierre Blanche, Roche Rousse...) et font l'admiration des randonneurs. Lors de la période du rut, à l'automne, il a été comptabilisé des rassemblements de 80 mâles venus en découdre pour savoir qui aurait l'honneur de transmettre son patrimoine génétique aux femelles.
Spectacle impressionnant et sauvage accessible au prix modique d'un réveil matinal et de quelques heures de marche dans le décor grandiose de la plus grande réserve naturelle de France !

##### Le tétras lyre
Au début du siècle dernier et jusqu'après la Seconde Guerre mondiale, les coqs de bruyère ou tétras lyre étaient nombreux dans les alpages entourant Gresse-en-Vercors. Certains chasseurs s'étaient spécialisés dans cette chasse. À la demande des restaurants du village, ils allaient « cueillir » deux ou trois coqs aussitôt préparés pour les amateurs de bonne chère.
Le tétras lyre est aujourd'hui protégé, il est encore chassé mais les prélèvements sont très limités (trois coqs en 2008). Le nombre de prélèvements est fonction de la population recensée grâce à des comptages réalisés en fin d'hiver avec l'aide de la fédération de chasse et des gardes de la réserve des hauts plateaux du Vercors.
Il y a toujours des chasseurs spécialistes de ce bel oiseau que l'on entend jusqu'au village lorsqu'il fait sa cour aux poules au printemps. D'autres amateurs préfèrent les prendre en photo à plusieurs reprises plutôt que de l'avoir en trophée une seule fois.

### Personnalités liées à la commune
- Frère Ogérien, géologue et naturaliste, y naquit en 1825.

### Héraldique
|  | Gresse-en-Vercors possède des armoiries dont l'origine et le blasonnement exact ne sont pas disponibles. |